# Conde do Prado

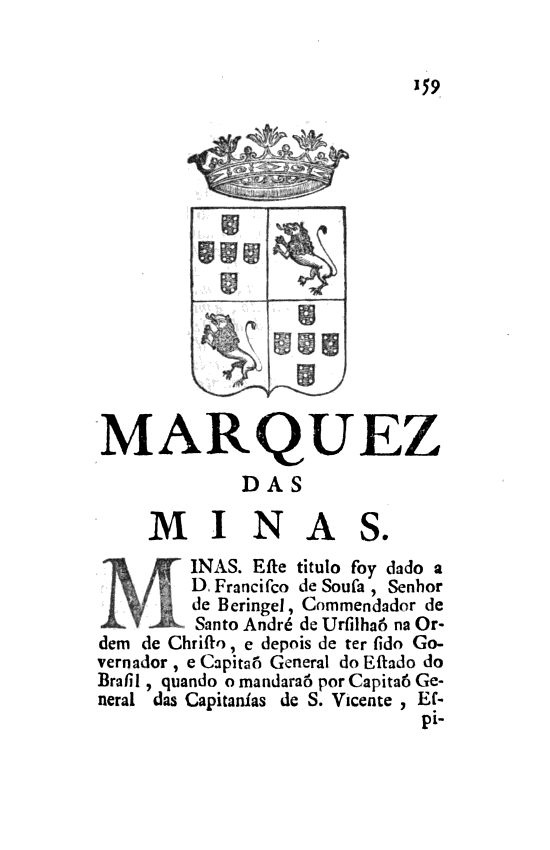
Armas de Sousa do Prado, nas Memorias Historicas e Genealogicas dos Grandes de Portugal (1755). Armas dos Condes do Prado (1525) e Marqueses das Minas (1670).

O título de Conde do Prado foi um título nobiliárquico de Portugal, atribuído por D. João III a D. Pedro de Sousa (1468-1563), senhor de Vila de Prado e de Beringel, a 22 de Novembro de 1525. Este pertencia à linhagem dos Sousas ditos Chichorros, ou do Prado, descendentes ilegítimos de D. Afonso III, e tinha-se notabilizado como capitão na praça portuguesa de Azamor, em Marrocos.
Mais tarde, o seu filho D. Francisco de Sousa foi Governador-geral do Brasil (1592-1602); e a este foi prometido o título de Marquês das Minas quando foi novamente escolhido pelo rei Filipe II de Portugal para um governo além-mar em 1608. No entanto, D. Francisco de Sousa morreria logo em 1611, e nunca chegou a receber o título de marquês. Este foi apenas atribuído em 1670 ao seu neto homónimo, militar durante a Guerra da Restauração (1640-1668) e embaixador à Santa Sé em 1669, como recompensa pelos seus serviços.
Posteriormente D. Francisco de Sousa, o 1.º Marquês das Minas, herdou ainda o título de Conde do Prado atribuído em 1525 ao seu quarto avô. A partir de então os dois títulos reuniram-se na mesma Casa; e como se tornou costumário nos séculos XVII e XVIII, ao ser absorvido pelo marquesado, o título condal foi usado como um título de cortesia pelos herdeiros aparentes dos Marqueses das Minas em vida destes.
O filho do primeiro marquês, D. António Luís de Sousa, o 2.º e dito Marquês das Minas, foi o mais famoso membro da Casa, graças ao seu papel na Guerra de Sucessão Espanhola (1701-1714). Como comandante supremo do exército aliado anglo-luso-holandês que invadiu Espanha em 1706, logrou conquistar Salamanca e Madrid esse ano, mas perdeu a importante Batalha de Almansa no ano seguinte.
A genealogia desta linhagem é sobejamente conhecida: são os Sousas ditos Chichorros, ou do Prado, descendentes ilegítimos de D. Afonso III (com a célebre Madragana), de quem o primeiro marquês era décimo neto. À época dos primeiros marqueses, também por exemplo os Condes de Redondo eram de varonia Sousa Chichorro. A Casa foi descrita por D. António Caetano de Sousa nas Memorias Historicas e Genealogicas dos Grandes de Portugal (1755),  e as suas armas podem também ser vistas por exemplo no armorial Thesouro de Nobreza (1675), na página intitulada "ARMAS DOS DVQVES E MARQVEZES DE PORTVGAL" (fl. 23r). Anselmo Braamcamp Freire nos Brasões da Sala de Sintra dedica aos Sousas o Cap. IX do Vol. I da obra.
Note-se que após a morte da última titular em 1827, os títulos seriam novamente concedidos em 1842 a um ramo afastado da linhagem, que não se compara em importância aos titulares dos séculos XVII e XVIII.

## Origens medievais

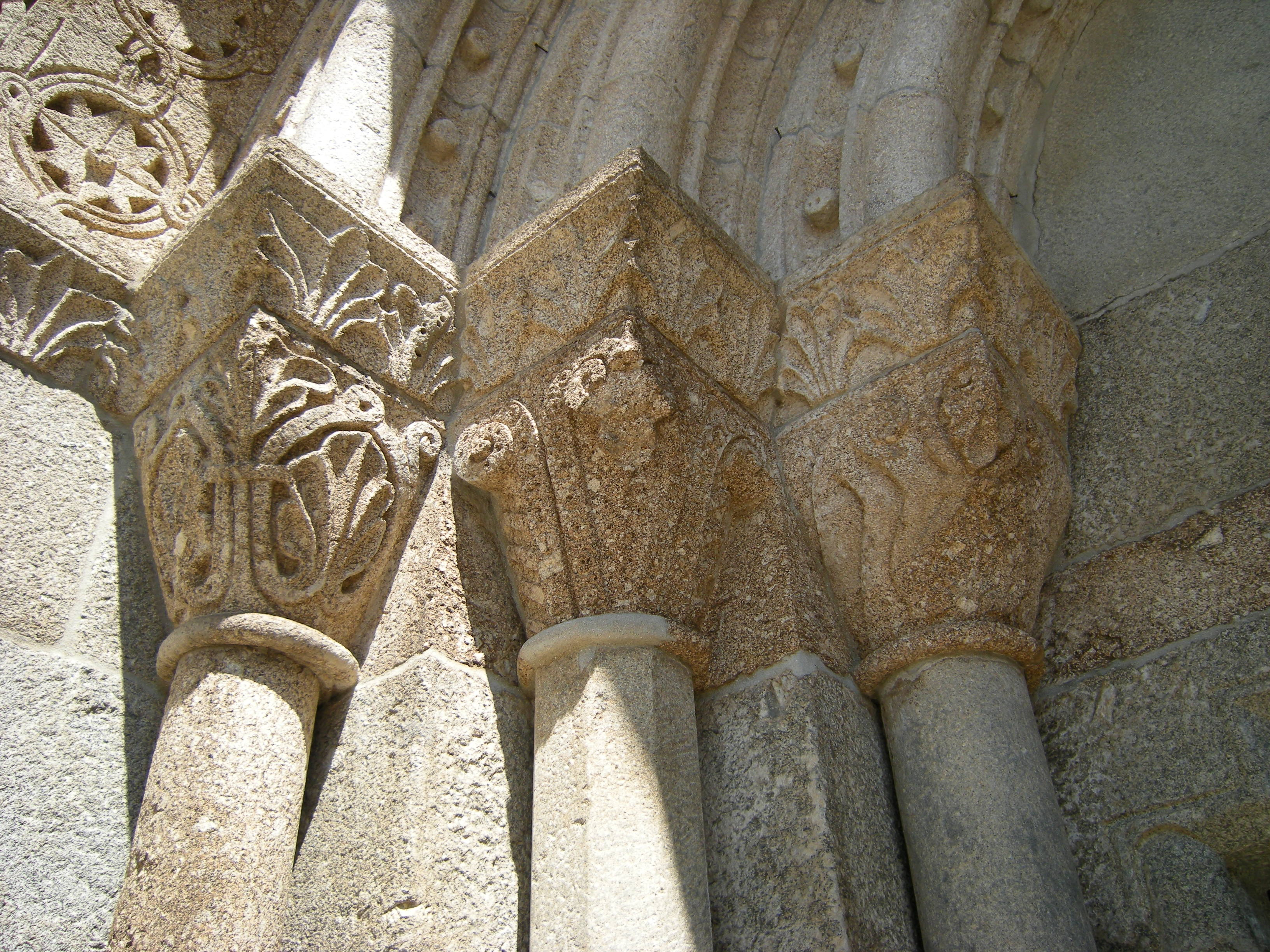
Pormenor da Igreja de São Vicente de Sousa, consagrada em 1214, um dos muitos monumentos da Rota do Românico do Vale do Sousa.

### Sousas de Arronches e Sousas do Prado
A velha linhagem portuguesa dos Sousas, das mais antigas de Portugal, com origens que remontam ao Condado Portucalense,  tomou o seu nome do pequeno rio que por sua vez dera o nome às chamadas Terras de Sousa, no vale do Sousa. Nesta zona fértil, situada no coração do jovem reino de Portugal de meados do século XII, abundam ainda os monumentos românicos da era de D. Afonso Henriques, ou mesmo anteriores à independência de Portugal, que constituem hoje a Rota do Românico do Vale do Sousa. Entre estes contam-se a Igreja de São Vicente de Sousa, e o Mosteiro de Paço de Sousa, fundado por Egas Moniz, o Aio, onde se encontra o túmulo do aio do primeiro rei de Portugal.
No primeiro século de Portugal foram notáveis Gonçalo Mendes de Sousa, o Bom, que lutou ao lado do rei na Batalha de Ourique em 1143, e o seu filho Mendo Gonçalves de Sousa, o Sousão, mordomo-mor de D. Sancho I, que esteve com o rei na conquista de Silves em 1189. Isto era precisamente a época em que as velhas estructuras familiares cognáticas da nobreza portuguesa davam lugar à linhagem nobre agnática, isto é, organizadas segundo padrões de patrilinearidade. Como refere José Mattoso:

[...] Este facto explica a formação tardia das linhagens nas famílias portuguesas. Com efeito [...] nestas, portanto tardiamente, se é que se revela a tendência para copiar os costumes da família real e em particular a sucessão dinástica. As outras continuam a reconhecer como ”família” a que se lhes une por meio das esposas, quer do mesmo nível social, quer de nível mais alto: sinal importante de uma estrutura ainda cognática. As linhagens da nobreza rural nortenha só começarão a distinguir-se claramente umas das outras quando aparecerem as honras, os solares, e os nomes de família, no fim do séc. XII e inícios do seguinte.

D. Afonso III, no terceiro quartel do século XIII, decidiu casar dois filhos bastardos seus, meios-irmãos do seu sucessor D. Dinis, com duas filhas desta velha linhagem. Ambos estes bastardos régios passaram o apelido Sousa aos filhos; e assim originaram os dois ramos dos Sousas de varonia real de Portugal:
- Os Sousas de Arronches, descendentes de D. Afonso Dinis, assim chamados por terem detido, entre outros, o senhorio da vila de Arronches. Mais tarde foram elevados a Marqueses de Arronches. Estes Sousas mantiveram nas suas armas, esquarteladas de Portugal modernas e Sousa, a heráldica original dos Sousas.
- Os Sousas Chichorros, descendentes de Martim Afonso Chichorro, senhores de Vila de Prado, entre outros lugares, e mais tarde Condes do Prado e Marqueses das Minas. EsteMArtim Afonso teve um filho homónimo, e um neto, Vasco Martins de Sousa Chichorro, que foi o primeiro Chichorro a usar o apelido Sousa. Este foi o primeiro senhor de Mortágua; e o casamento em 1341 deste bisneto de D. Afonso III com D. Inês Dias Manuel, bisneta por varonia de Fernando III de Leão e Castela, estaria na origem das armas deste ramo dos Sousas, esquarteladas de Portugal antigas e Leão.

## Condes do Prado (1525)

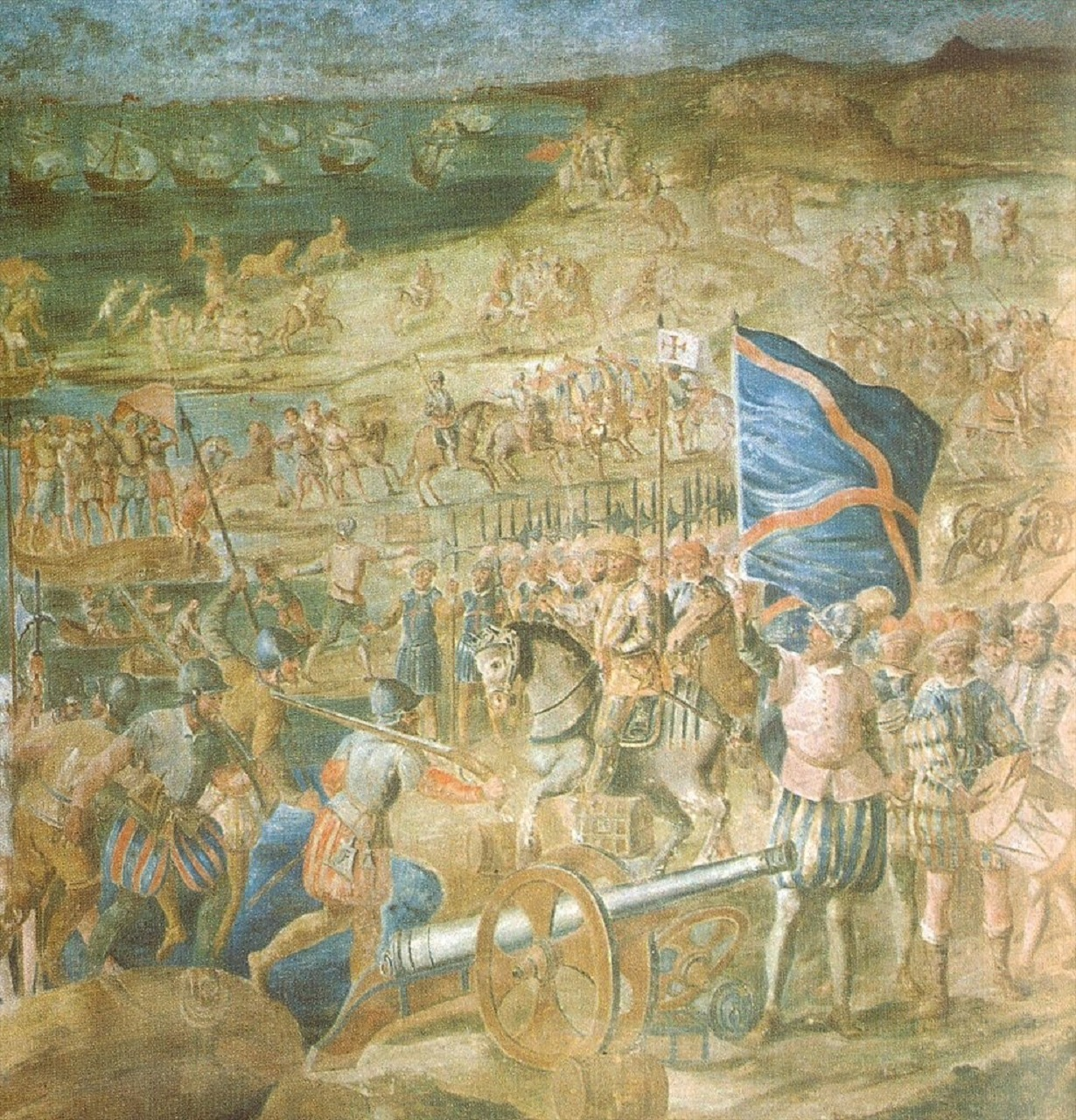
O desembarque das forças de D. Jaime I, o quarto Duque de Bragança, durante a conquista de Azamor em 1513, num de três frescos do início do século XVII sobre a conquista no Paço Ducal de Vila Viçosa. O 1.º Conde do Prado seria governador desta praça-forte em Marrocos no ano seguinte.

O 1.º Conde do Prado foi D. Pedro de Sousa (1468-1563), senhor da Vila de Prado e de Beringel, descendente dos Sousas Chichorros senhores de Mortágua. Terá, juntamente com os seus irmãos, recebido o título de dom em Fevereiro de 1498: a praxe dos fidalgos da corte na época era de adoptar a forma longa do seu nome (Rui→Rodrigo; Pero→Pedro, Fernão→Fernando, etc.) e omitir o patronímico ao serem aceites na corte, e por essa altura o seu irmão mais velho João Rodrigues de Sousa, embaixador a Castela na Primavera e Verão de 1494, passou a usar simplesmente D. João de Sousa; e Pero de Sousa passou a usar D. Pedro de Sousa.
Este D. Pedro de Sousa casou três vezes, a primeira vez em 1487, e a segunda vez, com D. Margarida de Brito, em 1498. Em data desconhecida entre 1508 e 1512 matou a mulher por adultério, sendo absolvido neste último ano por se ter provado a culpa da mulher. O futuro conde passou ainda a Castela, onde encontrou no paço do Conde de Benavente o criado que fora cúmplice do adultério da mulher; tendo-o então atraído para a rua, matou-o.
Este criado era um nobre pagem do Duque de Bragança, que curiosamente também se viu envolvido nesta altura num caso semelhante. Como se sabe, o duque D. Jaime I foi condenado a custear a expedição a Azamor em 1513 como pena por ter assassinado a sua mulher, filha do Duque de Medina Sidónia. E o governo de justamente essa praça-forte marroquina foi depois atribuído a D. Pedro de Sousa em 1514.
Foi em Azamor que D. Pedro de Sousa cometeu o feito maior da sua vida. Na Primavera seguinte, em 1515, juntou-se a Nuno Fernandes de Ataíde, capitão de Safim; e com uma força de seiscentos ginetes, lançaram-se os dois capitães numa cavalgada pelo sertão marroquino dentro, onde, após uns duzentos quilómetros, chegaram aos muros da própria Marraquexe. Após terem desbaratado uma força de mouros às portas da cidade, voltaram os dois capitães às suas praças, sem mais proveito que a glória. Foi esta a mais famosa de quantas entradas fizeram os portugueses em Marrocos; e mais tarde foi então D. Pedro feito Conde do Prado a 22 de Novembro de 1525.
Do primeiro conde conhecem-se, tal como do pai e do irmão mencionado, trovas no Cancioneiro Geral de Garcia de Resende. O seu filho único (do primeiro matrimónio), D.Francisco de Sousa, sofria no entanto de vários "vícios que não se nomeiam"; foi preso por ordem régia, e embarcou numa nau para a Índia, onde morreu em 1556 ainda em vida do pai. O 2.º Conde do Prado seria um bisneto deste D. Francisco, D. Luís de Sousa, por carta de 12 de Junho de 1633. Morrendo sem descendência em 1643, o título de Conde do Prado foi herdado por seu sobrinho, também chamado D. Francisco de Sousa, já 1.º Marquês das Minas.

### Titulares

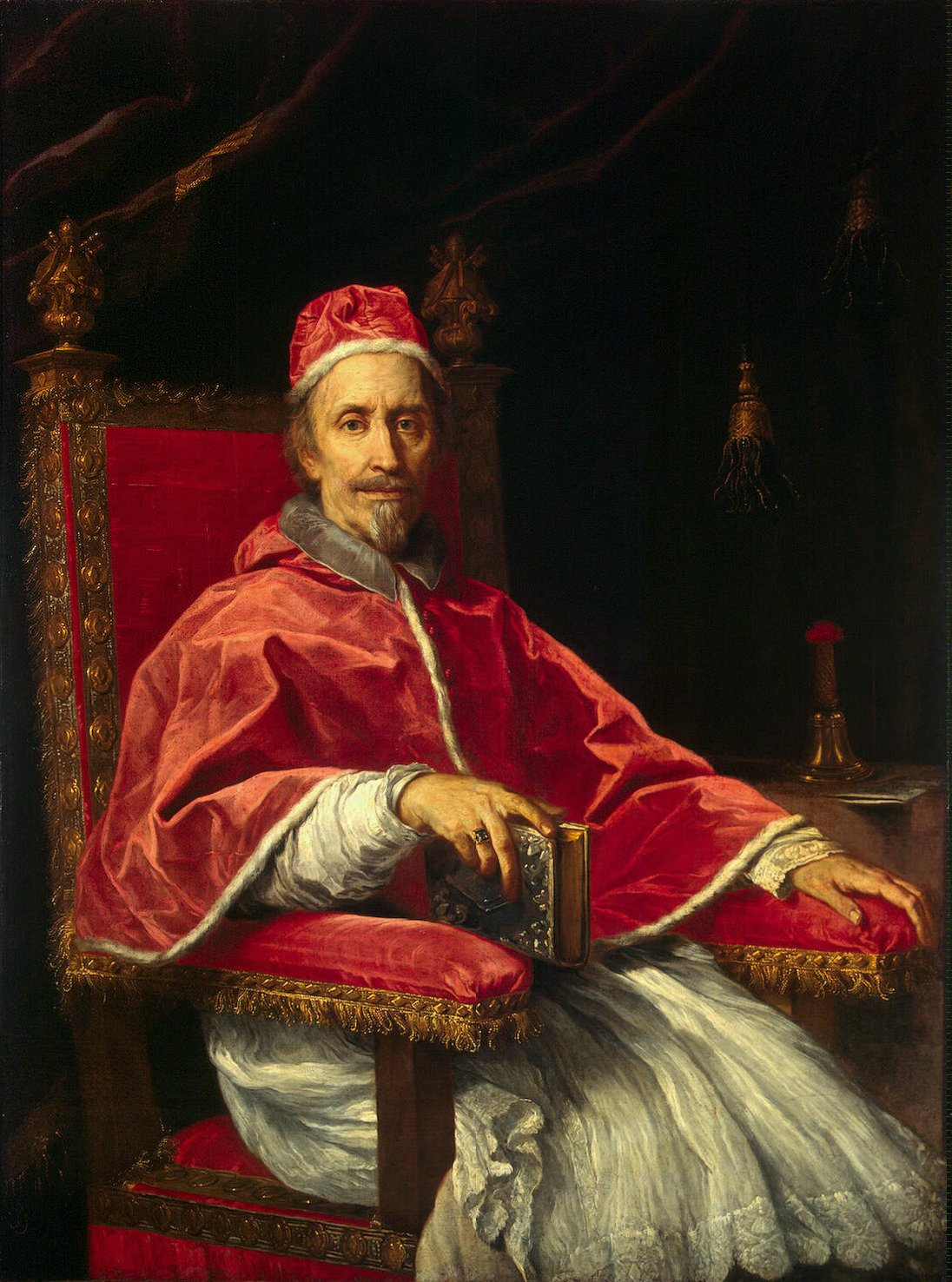
O Papa Clemente IX, pontífice quando o 3.º Conde do Prado foi embaixador a Roma em 1669 ― o primeiro após a paz com Espanha depois da Guerra da Restauração.

1. D. Pedro de Sousa (1468-1563), 1.º Conde do Prado.
2. D. Luís de Sousa (1580-1643), 2.º Conde do Prado; trineto do anterior.

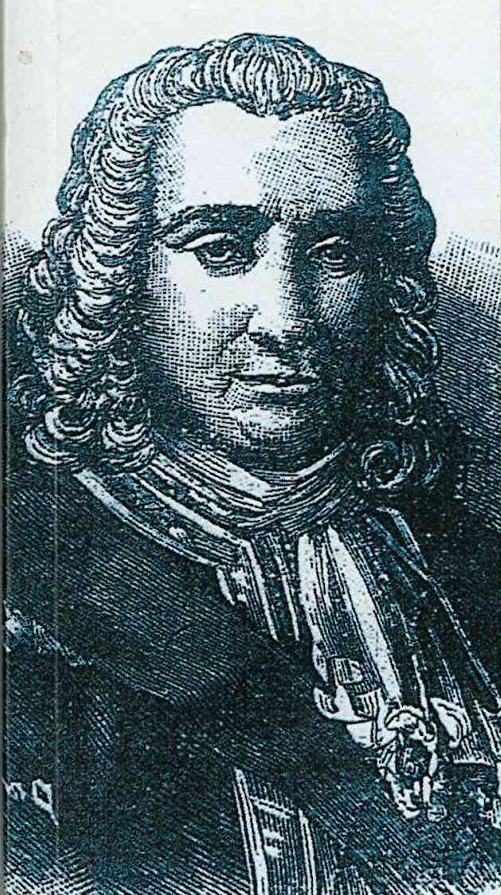
António Luís de Sousa, 2° Marquês das Minas

3. D. Francisco de Sousa (1610-1674), 3.º Conde do Prado, embaixador à Santa Sé, e logo 1.º Marquês das Minas; sobrinho do anterior.
4. D. António Luís de Sousa (1644-1721), 4.º Conde do Prado e 2.º Marquês das Minas; filho do anterior.
5. D. Francisco de Sousa (1665-1687), 5.º Conde do Prado; filho do anterior.
6. D. João de Sousa (1666-1722), 6.º Conde do Prado e 3.º Marquês das Minas; irmão do anterior.
7. D. António Caetano Luís de Sousa  (1690-1757), 7.º Conde do Prado e 4.º Marquês das Minas; filho do anterior. 
  1. D. João de Sousa (1713-1745), filho do anterior. Casou em 1739 com uma filha do 4.º Conde de Sarzedas, e segunda vez em 1744 com uma filha do 4.º Marquês de Alegrete. Não ostentou quaisquer títulos.
8. D. Maria Francisca de Sousa (1745-1787), 8.ª Condessa do Prado e 5.ª Marquesa das Minas; filha póstuma do anterior. Casou em 1760 com D. Lourenço de Lancastre e Noronha, neto do 4.º Conde dos Arcos e  8.º Conde do Prado e 5.º Marquês das Minas por casamento.
9. Francisco Benedito de Sousa Lancastre e Noronha (1780-1796), 9.º Conde do Prado e 6.º Marquês das Minas; filho dos anteriores. Recebeu os títulos em vida dos pais em Dezembro de 1790.
10. João Francisco Benedito de Sousa Lancastre e Noronha (1782-1810), 10.º Conde do Prado e 7.º Marquês das Minas; irmão do anterior. Governador do Reino 1808-1810.
11. D. Joana Bernarda de Sousa Lencastre e Noronha (†1827), 11.ª Condessa do Prado e 8.ª Marquesa das Minas; irmã dos anteriores.

A última marquesa morreu em Março de 1827, e nela se extinguiu toda a legítima descendência do famoso 4.º Conde do Prado e 2.º Marquês das Minas.

### Titulares (1842)

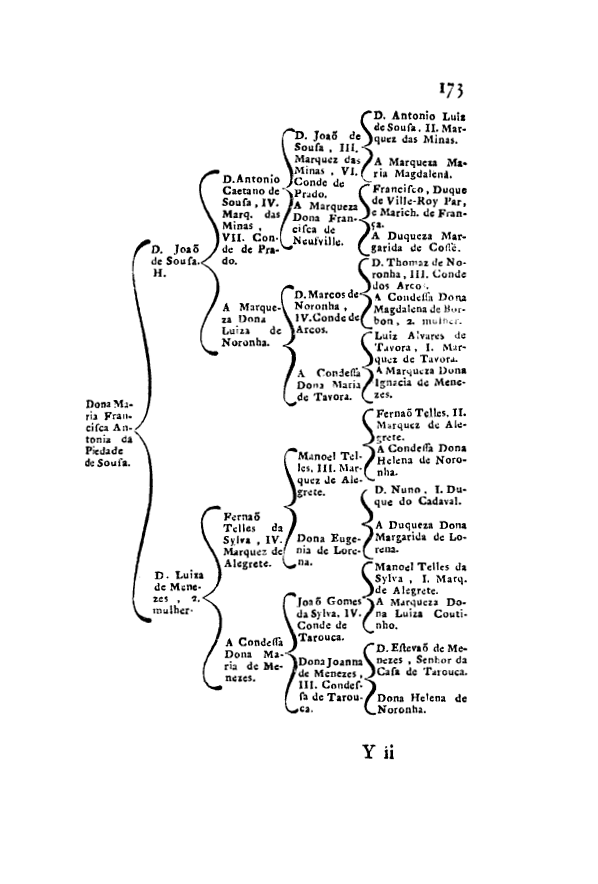
Costados da Marquesa das Minas, na obra de António Caetano de Sousa.

Após as Guerras Liberais (1828-1834) e o fim do Antigo Regime em Portugal, e de toda a crise que esta época trouxe à velha alta nobreza portuguesa, os títulos da Casa seriam renovados a 15 de Janeiro de 1842 em descendentes de D. Luísa Francisca Antónia da Silveira, filha esta de D. Luísa Bernarda de Lima, filha do 3.º Conde do Prado e 1.º Marquês das Minas. Os últimos Condes do Prado foram assim:
1. D. Nuno Maria da Silveira e Lorena (*1843), 12.º Conde do Prado; filho primogénito de D. Brás Maria da Silveira e Lorena, 9.º Marquês das Minas em 1842. Faleceu sem deixar descendência.
2. D. Pedro Maria da Silveira e Lorena (1846-1870), 13.º Conde do Prado e 10.º Marquês das Minas; filho segundo do anterior marquês. Faleceu sem deixar descendência.
3. D. Alexandre da Silveira e Lorena (1847-1903), 11.º Marquês das Minas e 14.º Conde do Prado ; irmão do anterior. Teve uma filha única, D. Isabel da Silveira e Lorena (*1878), que por sua vez teve cinco filhos, mas nenhum destes deixou descendência.

### Armas
As armas dos Condes do Prado, e dos Marqueses das Minas, da linha original eram as dos Sousas Chichorros, devido a este ramo por vezes denominadas de Sousas do Prado. Nas Memorias Historicas e Genealogicas dos Grandes de Portugal as armas destes descendentes de D. Afonso III e de Fernando III de Leão e Castela são descritas como: "As Armas deſta Caſa ſaõ o Eſcudo eſquartelado das Quinas de Portugal , e as Armas de Leão."
Braamcamp Freire nos Brasões da Sala de Sintra oferece a seguinte descrição das armas ― cujo timbre é o leão do escudo ―, indicando os esmaltes:

As armas dêstes Sousas são: esquartelado: o I e IV de prata, com cinco escudetes de azul em cruz, cada um carregado de cinco besantes de prata; o II e III de prata, lião de púrpura armado e linguado de azul.

## Marqueses das Minas (1670)

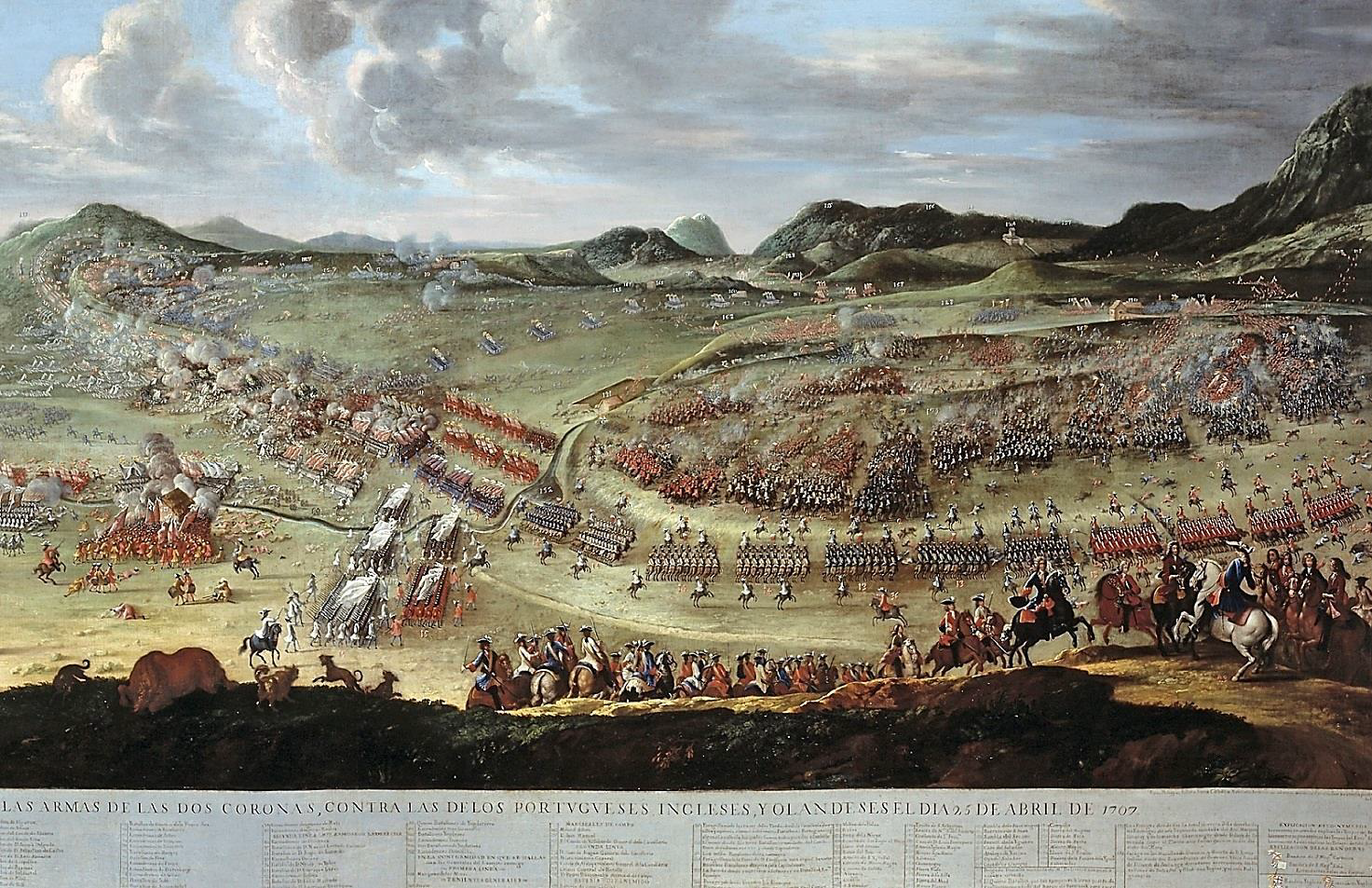
A Batalha de Almansa em 1707, durante a Guerra de Sucessão Espanhola, em que o exército anglo-luso do 2.º Marquês das Minas e do Conde de Galway foi derrotado pelo exército franco-espanhol às ordens do Duque de Berwick. Pintura de 1709 no Museu do Prado, em Madrid.

O título de Marquês das Minas foi como ficou dito prometido a D. Francisco de Sousa em 1608, quando o monarca decidiu dividir o governo do Brasil em dois. D. Francisco já fora governador-geral do território ultramarino em 1591-1598; agora receberia o governo de três capitanias no sul do Brasil: a capitania de São Vicente, a capitania do Espírito Santo, e a capitania do Rio de Janeiro, com os mesmos poderes e prerrogativas que o governador na Bahia, e com uma renda de trinta mil cruzados nelas.
Como governador-geral tinha D. Francisco anteriormente promovido expedições ao sertão em busca de ouro e prata; e tinha mesmo descoberto alguns ― muito modestos ― jazigos de ouro em São Vicente. O título "das Minas" não se referia assim ao território que mais tarde seria a Capitania de São Paulo e Minas de Ouro ― que apenas seria criada em 1709 ―, mas sim a estas minas, e às que se esperava que o governador encontrasse no território de que fora encarregado. Largou de Lisboa rumo ao Brasil em Janeiro de 1709, mas morreria em São Paulo em Junho de 1611, sem ter recebido o título.
O título foi assim outorgado ao seu neto homónimo, depois deste se ter destacado na Guerra da Restauração, e principalmente como embaixador ao Papa Clemente IX em 1669. Como a Espanha à época era vista como a principal potência Católica, e como Roma considerava que esta tinha legitimamente herdado o trono de Portugal em 1580, os papas nunca reconheceram a aclamação de D. João IV e a posterior restauração da independência de Portugal em 1640. Apenas após a paz com Espanha em 1668 aceitou Roma um embaixador português; e a embaixada do futuro Marquês das Minas, para ver Portugal reconhecido pelo Papado, foi assim a missão diplomática portuguesa mais importante à Santa Sé até a do Marquês de Fontes em 1718.
O filho do primeiro marquês foi o grande chefe militar português durante a Guerra de Sucessão Espanhola (1701-1714), que chegou a conquistar Salamanca e Madrid em 1706, mas perdeu a decisiva Batalha de Almansa o ano seguinte.
Aquando da transferência da corte portuguesa para o Brasil em 1808, o jovem 7.º Marquês das Minas, já doente, foi nomeado governador do reino ― isto é, membro da junta governativa na ausência de D. João VI ― a 20 de Setembro desse ano. Apesar do seu estado enfermo, logo teve desavenças com o general inglês Beresford sobre a melhor política a realizar, levando-o a queixar-se para a corte no Rio de Janeiro, e finalmente a pedir a sua demissão, que foi admitida a 23 de Maio de 1810. Gravemente doente, faleceu a 28 de Dezembro o último varão descendente do 2.º Marquês das Minas.

### Titulares
1. D. Francisco de Sousa (1610-1674), 1.º Marquês das Minas e 3.º Conde do Prado.
2. D. António Luís de Sousa (1644-1721), 2.º Marquês das Minas e 4.º Conde do Prado.
  1. D. Francisco de Sousa, 5.º Conde do Prado; filho do anterior. Não deixou descendência.
3. D. João de Sousa (1666-1722), 3.º Marquês das Minas e 6.º Conde do Prado; filho do anterior marquês.
4. D. António Caetano Luís de Sousa (1690-1757), 4.º Marquês das Minas e 7.º Conde do Prado.
  1. D. João de Sousa (1713-1745), filho do anterior. Casou em 1739 com uma filha do 4.º Conde de Sarzedas, e segunda vez em 1744 com uma filha do 4.º Marquês de Alegrete. Não ostentou quaisquer títulos.
5. D. Maria Francisca de Sousa (1745-1787), 5.º Marquesa das Minas e 8.ª Condessa do Prado; filha póstuma do anterior. Casou em 1760 com D. Lourenço de Lancastre e Noronha, neto do 4.º Conde dos Arcos e  8.º Conde do Prado e 5.º Marquês das Minas por casamento.
6. Francisco Benedito de Sousa Lancastre e Noronha (1780-1796), 6.º Marquês das Minas e 9.º Conde do Prado.
7. João Francisco Benedito de Sousa Lancastre e Noronha (1782-1810), 7.º Marquês das Minas e 10.º Conde do Prado, e Governador do Reino 1808-1810; irmão do anterior.
8. D. Joana Bernarda de Sousa Lencastre e Noronha (1827), 11.ª condessa do Prado; irmã do anterior.

Com a morte da última marquesa em Março de 1827, extinguiu-se toda a legítima descendência do famoso 2.º Marquês das Minas, como acima ficou dito.

### Titulares (1842)
No entanto, como também ficou dito, após as Guerras Liberais os títulos da Casa foram renovados em primos afastados destes últimos titulares. O últimos Marqueses das Minas foram assim:
1. D. Brás Maria da Silveira e Lorena (1814-1867), 9.º Marquês das Minas por despacho de 15 de Janeiro de 1842. Casou com D. Eugénia de Sousa Holstein, filha do Duque de Palmela, e tiveram:
  1. D. Nuno Maria da Silveira e Lorena (*1843), 12.º Conde do Prado; filho primogénito. Faleceu sem deixar descendência.
2. D. Pedro Maria da Silveira e Lorena (1846-1870), 10.º Marquês das Minas; filho segundo do anterior marquês;
3. D. Alexandre da Silveira e Lorena (1847-1903), 11.º Marquês das Minas; irmão do anterior. Teve uma única filha, D. Isabel da Silveira e Lorena (*1878), que por sua vez teve cinco filhos, mas nenhum destes deixou descendência.

### Armas
As armas dos marqueses da linha original eram as dos Condes do Prado.

## Palácio dos Marqueses das Minas
A principal residência dos marqueses em Lisboa era o Palácio dos Marqueses das Minas, na Rua da Rosa, uma das principais artérias do Bairro Alto, de ruas estreitas e edifícios antigos. O palácio é na realidade constituido por dois prédios distintos, adossados e adaptados interiormente para servir como residência nobre. O palácio esteve na posse da família desde o primeiro marquês em meados do século XVII, e contém um importante conjunto de azulejaria monocromática nas escadarias e dependências dos vários pisos. Nele funciona hoje o Lar de Nossa Senhora do Amparo, da Santa Casa de Misericórdia de Lisboa.
A família possuiu ainda uma quinta em Alcabideche, nos arredores de Lisboa, a chamada Quinta de Manique ou Casa da Quinta do Marquês das Minas. Este conjunto barroco, em ambiente semi-rural e com um capela privativa autónoma de dimensões maiores que o normal neste tipo de quintas, com duas torres sineiras,  pertenceu também ao primeiro marquês, e viu campanhas de enriquecimento artístico ao longo do século XVIII, antes de ser vendido no início do século XX. É hoje propriedade privada.

## Após a queda da Monarquia
Com a queda da Monarquia e a implantação da República Portuguesa em 1910 foram os titulares à data da implantação da República autorizados a manter e usar os seus títulos até à morte; os vários títulos da Casa encontram-se assim hoje extintos.